# Gabriel Escarrer Julià
Gabriel Escarrer Julià   (Porreres, 14 de febrer de 1935 - Palma, 26 de novembre de 2024) va ser un empresari hoteler mallorquí. Fundador de Melià Hotels International.

## Biografia
Gabriel va néixer a Porreres el 1935. La seva família es va traslladar a Palma, on va viure la resta de la seva vida.A la capital balear va realitzar els seus primers estudis, i els va acabar a l'Institut Balear d'Estudis Empresarials (IBEDE) on es va llicenciar en Ciències Empresarials i administració. El 1956, quan tenia vint-i-un anys, va fundar el grup Sol Melià, que seria posteriorment Melià Hotels International.
Des dels quinze anys va treballar en el sector turístic com a operador turístic, on va conèixer els secrets del negoci. Temps després, va convèncer al propietari de l'hotel Altair perquè li llogàs un immoble amb seixanta habitacions, on el mateix Gabriel, al costat de la seva dona Aina Maria Jaume van treballar incansablement per a fer rendible el seu projecte hoteler, situat al barri de Son Armadans de Palma. El seu model de negoci va ser totalment innovador, ja que fins llavors, les cadenes hoteleres sempre havien estat les propietàries dels immobles en els quals operaven. Això provocava problemes financers, relacionats amb la quantitat de deute necessari per poder expandir el negoci, i una major exposició als cicles econòmics. Escarrer va concebre el negoci hoteler com un servei, independentment de la propietat de l'immoble, va crear un nou model de negoci que s'ha convertit en un dels més rendibles del món.
Amb l'arribada del boom turístic els anys seixanta i setanta, el negoci es va expandir, ajudat en gran manera per l'arribada a Balears de nombrosos turistes europeus. A poc a poc va anar adquirint nous hotels, començant per la península, —amb la compra de trenta hotels de la cadena hotelera Hotasa— prosseguint pel Carib i concloent pel Sud-est asiàtic. Els anys vuitanta i noranta va continuar la seva expansió per Bali (1985), Cuba —on va ser el primer operador a establir-se allí—, París, Londres, Nova York, el Brasil, la Xina, Indonèsia, i Vietnam.
En 1996 Melià Hotels International va entrar a la Borsa de Madrid, i va adquirir el grup d'hotels Tryp, situant al grup Melià Hotels International en el rànquing de les majors cadenes hoteleres del món, amb més de 85.000 habitacions.
El 2016 va delegar les seves funcions al capdavant del grup en el seu fill primogènit Gabriel Escarrer Jaume.
Casat amb Aina Maria Jaume, el matrimoni va tenir sis fills: quatre dones i dos homes. La família posseeix prop del 52% del grup Melià, una de les companyies membres de l'IBEX-35. El 2019, tenia una fortuna estimada en 1.100 milions de dòlars, segons el rànquing de milionaris de Forbes. Ostentava el lloc 84 entre els més rics del 2024, segons el diari El Mundo.
Va morir a Palma, el matí del 26 de novembre de 2024, als 89 anys.

## Premis i distincions
- Medalla d'or al mèrit turístic (1983).[12]
- Doctor honoris causa per la Universitat de les Illes Balears (1988).[13][14]
- Membre del Saló de la Fama de la British Travel Industry (2001).[15]
- Siurell de Plata (2003)[16]
- Medalla d'Or de les Illes Balears (2005).[17]
- L'Ajuntament de Calvià, va batejar el Passeig Marítim de Magaluf com a «Passeig Gabriel Escarrer Juliá» en el seu honor (2024).[18]